# Dasyhelea chambiensis
Dasyhelea chambiensis är en tvåvingeart som beskrevs av Maurice Emile Marie Goetghebuer 1935. Dasyhelea chambiensis ingår i släktet Dasyhelea och familjen svidknott.
Artens utbredningsområde är Kongo. Inga underarter finns listade i Catalogue of Life.